# Gefäll

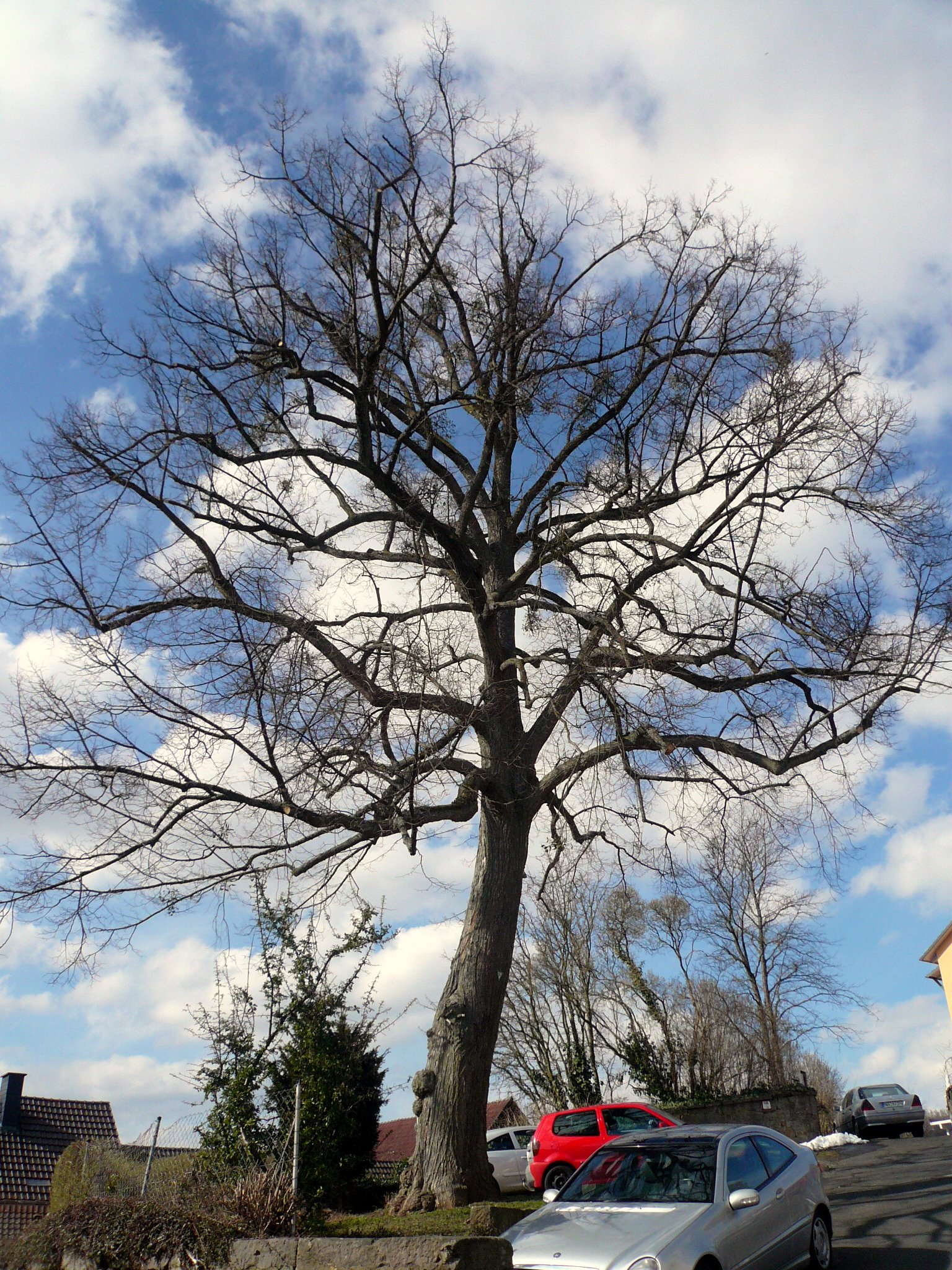
Dorflinde

Gefäll ist ein Gemeindeteil des Marktes Burkardroth im unterfränkischen Landkreis Bad Kissingen in Bayern. Der Ort hat ca. 600 Einwohner. Zu der bis 1971 selbständigen Gemeinde und heutigen Gemarkung gehörten auch die Einzelanwesen Hartmühle und Metzenmühle. Sie lagen am linken Ufer der Kleinen Steinach, die den Ort im Süden umfließt und die die Gemarkungsgrenze (frühere Gemeindegrenze) im Süden bildet.

## Geographische Lage
Das Kirchdorf liegt nördlich von Burkardroth hinter Stangenroth, dem zweitgrößten Gemeindeteil von Burkardroth.
Durch Gefäll führt, von Stangenroth kommend, die KreisstraßeKG 19 und mündet in der Staatsstraße 2267, die zum einen in die Staatsstraße 2290 mündet und zum anderen nach Premich führt. Südlich von Gefäll verläuft die B 286 zwischen Bad Kissingen und Bad Brückenau.

## Geschichte
Der genaue Beginn der Besiedlung Gefälls ist unklar. Erstmals erwähnt wurde es 1574 bei der Erbhuldigung Julius Echters.
Im Jahr 1806 wurde ein erstes Schulgebäude errichtet, das ein Jahrhundert später neu gebaut wurde.
Im Deutschen Krieg von 1866 zwischen Preußen und Österreich logierte ein Bataillon der mit Österreich verbündeten bayerischen Truppen vom 8. bis 10. Juli in Gefäll. Am 10. Juli nahmen diese Truppen an der Schlacht bei Kissingen teil, in der sie der preußischen Armee unterlagen.
1937 erhielt der Ort einen Kindergarten (zeitweise geschlossen), benannt nach dem Schutzpatron der Ortschaft, Sankt Antonius, und 1960 den Sportplatz an der Feuerbergstraße.
Am 1. Januar 1972 wurde Gefäll in den Markt Burkardroth eingegliedert. Im Oktober 1971 hatten hierzu Befragungen und Abstimmungen in den nach Burkardroth eingemeindeten Dörfern stattgefunden; von den 160 abgegebenen Stimmen in Gefäll sprachen sich 113 zugunsten der Eingemeindung aus. Gefälls letzter Bürgermeister vor der Eingemeindung war Franz Bühner.

## Bauwerke

### St.-Antonius-Kirche
Die Gefäller St. Antonius-Kirche entstand von 1853 bis 1862. Im Jahr 1862 spendete die Pariserin Victoire-Félicie Bailliot Gräfin von Béhague die Kirchbestuhlung. Der heutige Hochaltar und vermutlich auch die beiden Seitenaltäre der Kirche stammen vom Würzburger Bildhauer Heinz Schiestl. In den Jahren 1977/78 wurde die Kirche um zwei Seitenschiffe ergänzt. Am 12. Oktober 1998 verursachte ein Blitzeinschlag im Kirchturm Beschädigungen; die Reparaturen dauerten sechs Wochen.

### Marienkapelle
Im Jahr 1908 wurden die Marienkapelle und die dazugehörige Lourdesgrotte gestiftet. Zu der Anlage gehören noch ein Kreuzdachbildstock von  1629 und ein Kruzifix von 1823.

## Sonstiges
- Im Ort hält die Buslinie 8142 Premich–Bad Kissingen.
- Das internationale Fertighaus-Unternehmen Wolf-Haus hat seinen Sitz in der Ortschaft.
- Der Ort hat drei Vereine: Fußballverein DJK Gefäll, Freiwillige Feuerwehr Gefäll und der Gesangverein Harmonie.
- Die Dorflinde an der Kreuzung Feuerbergstraße-Köhlerstraße ist in der Liste der Naturdenkmäler im Landkreis Bad Kissingen enthalten.